# Episodi di Niente paura, c'è Alfred! (prima stagione)
Questa è la lista degli episodi della prima stagione della serie animata Niente paura, c'è Alfred!.
| Nº | Titolo italiano Giapponese 「Kanji」 - Rōmaji                                                   | In onda           | In onda           |
| Nº | Titolo italiano Giapponese 「Kanji」 - Rōmaji                                                   | Giapponese        | Italiano          |
| 1  | La nascita di Alfred 「アルフレッド誕生」 - Arufureddo tanjō                                    | 3 aprile 1989     | 25 settembre 1990 |
| 2  | Il primo compleanno di Alfred 「初めてのバースデー」 - Hajimete no bāsudē                       | 10 aprile 1989    | 27 settembre 1990 |
| 3  | Il rubino del re 「王冠のルビー」 - Ōkan no rubī                                                | 17 aprile 1989    | 29 settembre 1990 |
| 4  | Una brutta avventura 「父さんはハンク」 - Tōsan wa Hanku                                        | 24 aprile 1989    | 2 ottobre 1990    |
| 5  | Il segreto di Pungolo 「ドルフの秘密」 - Dorufu no himitsu                                      | 1º maggio 1989    | 4 ottobre 1990    |
| 6  | La gara 「レースの行方」 - Rēsu no yukue                                                        | 8 maggio 1989     | 6 ottobre 1990    |
| 7  | Gli scout del mare 「船乗りアルフレッド」 - Funanori Arufureddo                                 | 15 maggio 1989    | 9 ottobre 1990    |
| 8  | A vele spiegate 「マストをあげて」 - Masuto o agete                                             | 22 maggio 1989    | 11 ottobre 1990   |
| 9  | Una strana bottiglia 「ふしぎなボトル」 - Fushigina botoru                                      | 29 maggio 1989    | 13 ottobre 1990   |
| 10 | Il tappeto volante 「魔法のジュータン」 - Mahō no jūtan                                         | 5 giugno 1989     | 16 ottobre 1990   |
| 11 | Il circo 「面白サーカスピエロ」 - Omoshiro sākasu piero                                         | 12 giugno 1989    | 18 ottobre 1990   |
| 12 | La regina degli scacchi 「チェスの女王夢冒険」 - Chesu no joō yume bōken                        | 19 giugno 1989    | 20 ottobre 1990   |
| 13 | Il furto della corona 「ぬすまれた女王の冠」 - Nusumareta joō no kanmuri                        | 26 giugno 1989    | 23 ottobre 1990   |
| 14 | Salviamo le aringhe 「ノコギリザメを探せ」 - Nokogirizame o sagase                              | 3 luglio 1989     | 25 ottobre 1990   |
| 15 | Colpita ed affondata 「嵐の海とたたかう!」 - Arashi no umi to tatakau!                          | 10 luglio 1989    | 27 ottobre 1990   |
| 16 | In cerca delle balene 「クジラ探しの大航海」 - Kujira sagashi no dai kōkai                      | 17 luglio 1989    | 30 ottobre 1990   |
| 17 | Amici dello spazio 「宇宙からのお友達」 - Uchū kara no o tomodachi                              | 24 luglio 1989    | 1º novembre 1990  |
| 18 | La croce del sud 「夜空に南十字星輝く」 - Yozora ni minami jūjisei kagayaku                     | 31 luglio 1989    | 3 novembre 1990   |
| 19 | La sconfitta di Roccodrillo 「海はみんなのもの」 - Umi wa min'na no mono                        | 7 agosto 1989     | 6 novembre 1990   |
| 20 | La siccità 「クワック砂漠に行く」 - Kuwakku sabaku ni iku                                       | 14 agosto 1989    | 8 novembre 1990   |
| 21 | Il prestito del re 「王様に貸した金貨」 - Ōsama ni kashita kinka                                | 21 agosto 1989    | 10 novembre 1990  |
| 22 | Pungolo è giustizia 「大金持ドルフの野望」 - Dai kanemochi Dorufu no yabō                       | 28 agosto 1989    | 13 novembre 1990  |
| 23 | Fuga dal partito dei corvi 「カラス党から逃げろ」 - Karasu tō kara nigero                       | 4 settembre 1989  | 15 novembre 1990  |
| 24 | Imperatore Pungolo I 「皇帝になったドルフ」 - Kōtei ni natta Dorufu                             | 11 settembre 1989 | 17 novembre 1990  |
| 25 | Il declino e la caduta dell'impero di Pungolo 「空飛ぶ金貨大作戦」 - Soratobu kinka dai sakusen | 18 settembre 1989 | 20 novembre 1990  |
| 26 | L'adorabile uomo delle nevi 「心やさしい雪男」 - Kokoro yasashī yukiotoko                       | 25 settembre 1989 | 22 novembre 1990  |